# Krishna Menon

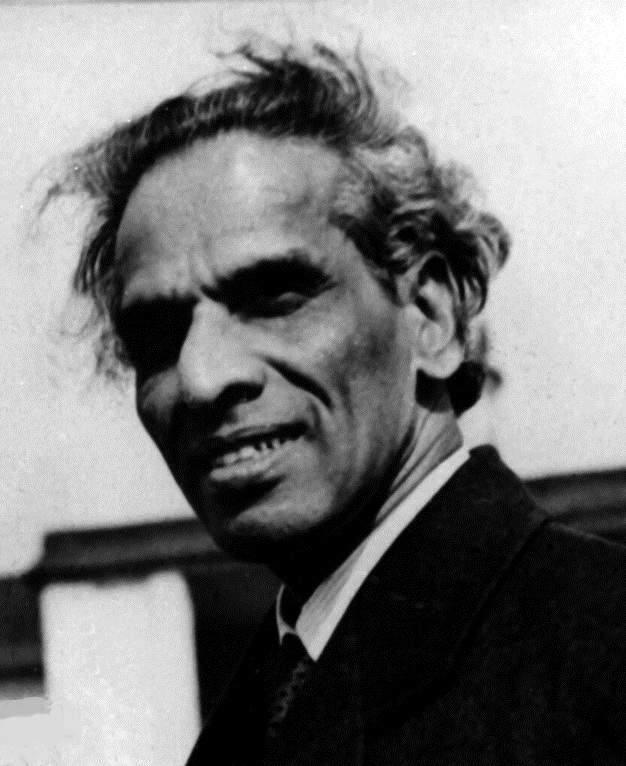
Krishna Menon

V.K. Krishna Menon (ur. 3 maja 1897 w Calicut (obecnie Kozhikode), zm. 6 października 1974 w New Delhi) – indyjski polityk, ekonomista i prawnik.

## Życiorys
Studiował w London School of Economics, później 1934-1947 był laburzystowskim członkiem St. Pancras Borough Council, a po uzyskaniu niepodległości przez Indie, 1947-1952 Wysokim Komisarzem Indii w W. Brytanii. Był zagorzałym socjalistą. Należał do grona bliskich przyjaciół i współpracowników Jawaharlala Nehru, wraz z którym tworzył indyjską politykę zagraniczną. W latach 1952–1960 był przedstawicielem Indii w ONZ, od 1953 posłem, 1956-1957 ministrem bez teki, następnie ministrem obrony. W 1962, po klęsce Indii w wojnie z ChRL, został zmuszony do rezygnacji, później był niezależnym lewicowym działaczem politycznym; działał m.in. w Światowej Radzie Pokoju.